# Хенрик Кристијансен
Хенрик Кристијансен (норв. Henrik Christiansen; Шетен, 9. октобар 1996) норвешки је пливач чија ужа специјалност су трке слободним стилом на дужим дистанцама. Вишеструки је национални првак и рекордер, учесник светских и европских првенстава и Олимпијских игара. 

## Спортска каријера
Кристијансен је такмичења на међународној сцени започео током 2013, а први запаженији резултат постигао је 2014. на европском јуниорском првенству у Дордрехту, где је освојио једно сребрну и две бронзане медаље. 
На светским првенствима у великим базенима је дебитовао у Казању 2015, где је успео да се пласира у финале трке на 800 слободно, које је окончао на високом петом месту. У децембру исте године, на Европском првенству у малим базенима у Нетањи, освојио је бронзану медаљу у трци на 1500 слободно, што је уједно било његово прво одличје у сениорској каријери на неком од великих такмичења. 
Прву медаљу на европским првенствима у великим базенима је освојио у Лондону 2016, сребро у трци на 400 метара слободним стилом. 
Кристијансен је био део норвешког олимпијског тима на ЛОИ 2016. у Рију, где је наступио у три дисциплине. Најбољи резултат је постигао у трци на 1500 слободно коју је окончао на осмом месту у финалу, док је трке на 200 и 400 метара слободним стилом окончао у квалификацијама (40. и 17. место).
Такмичио се и на светским првенствима у Будимпешти 2017. и Квангџуу 2019, на оба такмичења је пливао у финалним тркама на 800 и 1500 метара слободно, док је на првенству у Кореји освојио и прву медаљу у том рангу такмичења, сребро на 1500 слободно. 
На светском првенству у малим базенима у Хангџоуу 2018. освојио је по једну сребрну (400 м слобдоно) и бронзану медаљу (1500 слободно). 